# Línea 1 (Urbanos de Aranjuez)
La línea 1 de la red de autobuses urbanos de Aranjuez une de forma circular la estación de tren con la calle Moreras y la urbanización Arboleda de la Reina.

## Características
La línea circula exclusivamente por el término municipal de Aranjuez. Como bien se expresa en la numeración interna del CRTM, recibe el número 1013. El primer dígito corresponde a la línea, en este caso la línea 1. Y los últimos tres dígitos corresponden al municipio por el que circula, en este caso 013 corresponde al municipio de Aranjuez.
La línea no mantiene los mismos horarios todo el año, desde el 16 de julio al 31 de agosto se reducen el número de expediciones los días laborables entre semana (sábados laborables, domingos y festivos tienen los mismos horarios todo el año), además de los días excepcionales vísperas de festivo y festivos de Navidad en los que los horarios también cambian y se reducen.
Está operada por AISA mediante la concesión administrativa URCM-013 - Urbano de Aranjuez (Urbanos Comunidad de Madrid) del Consorcio Regional de Transportes de Madrid.

## Horarios

### 1 septiembre - 15 julio
| Lunes a viernes laborables             |                                        |                                        |                                        |                                        |                                        |                                        |                                        |                                        |                                        |                                        |                                        |                                        |                                        |                                        |                                        |                                        |                                        |                                        |                                        |                                        |                                        |                                        |                                        |                                        |                                        |                                        |                                        |                                        |                                        |                                        |                                        |                                        |                                        |                                        |                                        |                                        |                                        |                                        |                                        |
| FF.CC. Aranjuez > Arboleda de la Reina | FF.CC. Aranjuez > Arboleda de la Reina | FF.CC. Aranjuez > Arboleda de la Reina | FF.CC. Aranjuez > Arboleda de la Reina | FF.CC. Aranjuez > Arboleda de la Reina | FF.CC. Aranjuez > Arboleda de la Reina | FF.CC. Aranjuez > Arboleda de la Reina | FF.CC. Aranjuez > Arboleda de la Reina | FF.CC. Aranjuez > Arboleda de la Reina | FF.CC. Aranjuez > Arboleda de la Reina | FF.CC. Aranjuez > Arboleda de la Reina | FF.CC. Aranjuez > Arboleda de la Reina | FF.CC. Aranjuez > Arboleda de la Reina | FF.CC. Aranjuez > Arboleda de la Reina | FF.CC. Aranjuez > Arboleda de la Reina | FF.CC. Aranjuez > Arboleda de la Reina | FF.CC. Aranjuez > Arboleda de la Reina | FF.CC. Aranjuez > Arboleda de la Reina | FF.CC. Aranjuez > Arboleda de la Reina | Arboleda de la Reina > FF.CC. Aranjuez | Arboleda de la Reina > FF.CC. Aranjuez | Arboleda de la Reina > FF.CC. Aranjuez | Arboleda de la Reina > FF.CC. Aranjuez | Arboleda de la Reina > FF.CC. Aranjuez | Arboleda de la Reina > FF.CC. Aranjuez | Arboleda de la Reina > FF.CC. Aranjuez | Arboleda de la Reina > FF.CC. Aranjuez | Arboleda de la Reina > FF.CC. Aranjuez | Arboleda de la Reina > FF.CC. Aranjuez | Arboleda de la Reina > FF.CC. Aranjuez | Arboleda de la Reina > FF.CC. Aranjuez | Arboleda de la Reina > FF.CC. Aranjuez | Arboleda de la Reina > FF.CC. Aranjuez | Arboleda de la Reina > FF.CC. Aranjuez | Arboleda de la Reina > FF.CC. Aranjuez | Arboleda de la Reina > FF.CC. Aranjuez | Arboleda de la Reina > FF.CC. Aranjuez | Arboleda de la Reina > FF.CC. Aranjuez | Arboleda de la Reina > FF.CC. Aranjuez | Arboleda de la Reina > FF.CC. Aranjuez |
| 06                                     | 07                                     | 08                                     | 09                                     | 10                                     | 11                                     | 12                                     | 13                                     | 14                                     | 15                                     | 16                                     | 17                                     | 18                                     | 19                                     | 20                                     | 21                                     | 22                                     | 23                                     | 00                                     | 04                                     | 05                                     | 06                                     | 07                                     | 08                                     | 09                                     | 10                                     | 11                                     | 12                                     | 13                                     | 14                                     | 15                                     | 16                                     | 17                                     | 18                                     | 19                                     | 20                                     | 21                                     | 22                                     | 23                                     | 00                                     |
| 30 40                                  | 00 20 40                               | 00 30 50                               | 10 30 50                               | 10 30 50                               | 10 30 50                               | 10 30 50                               | 10 30 50                               | 10 30 50                               | 10 30 50                               | 10 30 50                               | 10 30 50                               | 10 30 50                               | 10 30                                  | 00 30                                  | 00 30                                  | 00 30                                  | 10 50                                  | 15 45                                  | 50                                     | 40                                     | 00 10 30                               | 00 10 30 50                            | 10 30                                  | 00 20 40                               | 00 20 40                               | 00 20 40                               | 00 20 40                               | 00 20 40                               | 00 20 40                               | 00 20 40                               | 00 20 40                               | 00 20 40                               | 00 20 40                               | 00 20 40                               | 00 30                                  | 00 30                                  | 00 30                                  | 00 40                                  | 20                                     |
| Sábados laborables                     |                                        |                                        |                                        |                                        |                                        |                                        |                                        |                                        |                                        |                                        |                                        |                                        |                                        |                                        |                                        |                                        |                                        |                                        |                                        |                                        |                                        |                                        |                                        |                                        |                                        |                                        |                                        |                                        |                                        |                                        |                                        |                                        |                                        |                                        |                                        |                                        |                                        |                                        |                                        |
| FF.CC. Aranjuez > Arboleda de la Reina | FF.CC. Aranjuez > Arboleda de la Reina | FF.CC. Aranjuez > Arboleda de la Reina | FF.CC. Aranjuez > Arboleda de la Reina | FF.CC. Aranjuez > Arboleda de la Reina | FF.CC. Aranjuez > Arboleda de la Reina | FF.CC. Aranjuez > Arboleda de la Reina | FF.CC. Aranjuez > Arboleda de la Reina | FF.CC. Aranjuez > Arboleda de la Reina | FF.CC. Aranjuez > Arboleda de la Reina | FF.CC. Aranjuez > Arboleda de la Reina | FF.CC. Aranjuez > Arboleda de la Reina | FF.CC. Aranjuez > Arboleda de la Reina | FF.CC. Aranjuez > Arboleda de la Reina | FF.CC. Aranjuez > Arboleda de la Reina | FF.CC. Aranjuez > Arboleda de la Reina | FF.CC. Aranjuez > Arboleda de la Reina | FF.CC. Aranjuez > Arboleda de la Reina | FF.CC. Aranjuez > Arboleda de la Reina | Arboleda de la Reina > FF.CC. Aranjuez | Arboleda de la Reina > FF.CC. Aranjuez | Arboleda de la Reina > FF.CC. Aranjuez | Arboleda de la Reina > FF.CC. Aranjuez | Arboleda de la Reina > FF.CC. Aranjuez | Arboleda de la Reina > FF.CC. Aranjuez | Arboleda de la Reina > FF.CC. Aranjuez | Arboleda de la Reina > FF.CC. Aranjuez | Arboleda de la Reina > FF.CC. Aranjuez | Arboleda de la Reina > FF.CC. Aranjuez | Arboleda de la Reina > FF.CC. Aranjuez | Arboleda de la Reina > FF.CC. Aranjuez | Arboleda de la Reina > FF.CC. Aranjuez | Arboleda de la Reina > FF.CC. Aranjuez | Arboleda de la Reina > FF.CC. Aranjuez | Arboleda de la Reina > FF.CC. Aranjuez | Arboleda de la Reina > FF.CC. Aranjuez | Arboleda de la Reina > FF.CC. Aranjuez | Arboleda de la Reina > FF.CC. Aranjuez | Arboleda de la Reina > FF.CC. Aranjuez | Arboleda de la Reina > FF.CC. Aranjuez |
| 06                                     | 07                                     | 08                                     | 09                                     | 10                                     | 11                                     | 12                                     | 13                                     | 14                                     | 15                                     | 16                                     | 17                                     | 18                                     | 19                                     | 20                                     | 21                                     | 22                                     | 23                                     | 00                                     | 04                                     | 05                                     | 06                                     | 07                                     | 08                                     | 09                                     | 10                                     | 11                                     | 12                                     | 13                                     | 14                                     | 15                                     | 16                                     | 17                                     | 18                                     | 19                                     | 20                                     | 21                                     | 22                                     | 23                                     | 00                                     |
| 45                                     | 15 45                                  | 15 45                                  | 15 45                                  | 15 45                                  | 15 45                                  | 15 45                                  | 15 45                                  | 15 45                                  | 45                                     | 45                                     | 45                                     | 45                                     | 45                                     | 45                                     | 45                                     | 45                                     | 45                                     | 40                                     |                                        |                                        | 15 45                                  | 15 45                                  | 15 45                                  | 15 45                                  | 15 45                                  | 15 45                                  | 15 45                                  | 15 45                                  | 15 45                                  | 15                                     | 15                                     | 15                                     | 15                                     | 15                                     | 15                                     | 15                                     | 15                                     | 15                                     | 15                                     |
| Domingos y festivos                    |                                        |                                        |                                        |                                        |                                        |                                        |                                        |                                        |                                        |                                        |                                        |                                        |                                        |                                        |                                        |                                        |                                        |                                        |                                        |                                        |                                        |                                        |                                        |                                        |                                        |                                        |                                        |                                        |                                        |                                        |                                        |                                        |                                        |                                        |                                        |                                        |                                        |                                        |                                        |
| FF.CC. Aranjuez > Arboleda de la Reina | FF.CC. Aranjuez > Arboleda de la Reina | FF.CC. Aranjuez > Arboleda de la Reina | FF.CC. Aranjuez > Arboleda de la Reina | FF.CC. Aranjuez > Arboleda de la Reina | FF.CC. Aranjuez > Arboleda de la Reina | FF.CC. Aranjuez > Arboleda de la Reina | FF.CC. Aranjuez > Arboleda de la Reina | FF.CC. Aranjuez > Arboleda de la Reina | FF.CC. Aranjuez > Arboleda de la Reina | FF.CC. Aranjuez > Arboleda de la Reina | FF.CC. Aranjuez > Arboleda de la Reina | FF.CC. Aranjuez > Arboleda de la Reina | FF.CC. Aranjuez > Arboleda de la Reina | FF.CC. Aranjuez > Arboleda de la Reina | FF.CC. Aranjuez > Arboleda de la Reina | FF.CC. Aranjuez > Arboleda de la Reina | FF.CC. Aranjuez > Arboleda de la Reina | FF.CC. Aranjuez > Arboleda de la Reina | Arboleda de la Reina > FF.CC. Aranjuez | Arboleda de la Reina > FF.CC. Aranjuez | Arboleda de la Reina > FF.CC. Aranjuez | Arboleda de la Reina > FF.CC. Aranjuez | Arboleda de la Reina > FF.CC. Aranjuez | Arboleda de la Reina > FF.CC. Aranjuez | Arboleda de la Reina > FF.CC. Aranjuez | Arboleda de la Reina > FF.CC. Aranjuez | Arboleda de la Reina > FF.CC. Aranjuez | Arboleda de la Reina > FF.CC. Aranjuez | Arboleda de la Reina > FF.CC. Aranjuez | Arboleda de la Reina > FF.CC. Aranjuez | Arboleda de la Reina > FF.CC. Aranjuez | Arboleda de la Reina > FF.CC. Aranjuez | Arboleda de la Reina > FF.CC. Aranjuez | Arboleda de la Reina > FF.CC. Aranjuez | Arboleda de la Reina > FF.CC. Aranjuez | Arboleda de la Reina > FF.CC. Aranjuez | Arboleda de la Reina > FF.CC. Aranjuez | Arboleda de la Reina > FF.CC. Aranjuez | Arboleda de la Reina > FF.CC. Aranjuez |
| 06                                     | 07                                     | 08                                     | 09                                     | 10                                     | 11                                     | 12                                     | 13                                     | 14                                     | 15                                     | 16                                     | 17                                     | 18                                     | 19                                     | 20                                     | 21                                     | 22                                     | 23                                     | 00                                     | 04                                     | 05                                     | 06                                     | 07                                     | 08                                     | 09                                     | 10                                     | 11                                     | 12                                     | 13                                     | 14                                     | 15                                     | 16                                     | 17                                     | 18                                     | 19                                     | 20                                     | 21                                     | 22                                     | 23                                     | 00                                     |
| 45                                     | 45                                     | 45                                     | 45                                     | 45                                     | 45                                     | 45                                     | 45                                     | 45                                     | 45                                     | 45                                     | 45                                     | 45                                     | 45                                     | 45                                     | 45                                     | 45                                     | 45                                     | 40                                     |                                        |                                        | 15                                     | 15                                     | 15                                     | 15                                     | 15                                     | 15                                     | 15                                     | 15                                     | 15                                     | 15                                     | 15                                     | 15                                     | 15                                     | 15                                     | 15                                     | 15                                     | 15                                     | 15                                     | 15                                     |

### 16 julio - 31 agosto
| Lunes a viernes laborables             |                                        |                                        |                                        |                                        |                                        |                                        |                                        |                                        |                                        |                                        |                                        |                                        |                                        |                                        |                                        |                                        |                                        |                                        |                                        |                                        |                                        |                                        |                                        |                                        |                                        |                                        |                                        |                                        |                                        |                                        |                                        |                                        |                                        |                                        |                                        |                                        |                                        |                                        |                                        |
| FF.CC. Aranjuez > Arboleda de la Reina | FF.CC. Aranjuez > Arboleda de la Reina | FF.CC. Aranjuez > Arboleda de la Reina | FF.CC. Aranjuez > Arboleda de la Reina | FF.CC. Aranjuez > Arboleda de la Reina | FF.CC. Aranjuez > Arboleda de la Reina | FF.CC. Aranjuez > Arboleda de la Reina | FF.CC. Aranjuez > Arboleda de la Reina | FF.CC. Aranjuez > Arboleda de la Reina | FF.CC. Aranjuez > Arboleda de la Reina | FF.CC. Aranjuez > Arboleda de la Reina | FF.CC. Aranjuez > Arboleda de la Reina | FF.CC. Aranjuez > Arboleda de la Reina | FF.CC. Aranjuez > Arboleda de la Reina | FF.CC. Aranjuez > Arboleda de la Reina | FF.CC. Aranjuez > Arboleda de la Reina | FF.CC. Aranjuez > Arboleda de la Reina | FF.CC. Aranjuez > Arboleda de la Reina | FF.CC. Aranjuez > Arboleda de la Reina | Arboleda de la Reina > FF.CC. Aranjuez | Arboleda de la Reina > FF.CC. Aranjuez | Arboleda de la Reina > FF.CC. Aranjuez | Arboleda de la Reina > FF.CC. Aranjuez | Arboleda de la Reina > FF.CC. Aranjuez | Arboleda de la Reina > FF.CC. Aranjuez | Arboleda de la Reina > FF.CC. Aranjuez | Arboleda de la Reina > FF.CC. Aranjuez | Arboleda de la Reina > FF.CC. Aranjuez | Arboleda de la Reina > FF.CC. Aranjuez | Arboleda de la Reina > FF.CC. Aranjuez | Arboleda de la Reina > FF.CC. Aranjuez | Arboleda de la Reina > FF.CC. Aranjuez | Arboleda de la Reina > FF.CC. Aranjuez | Arboleda de la Reina > FF.CC. Aranjuez | Arboleda de la Reina > FF.CC. Aranjuez | Arboleda de la Reina > FF.CC. Aranjuez | Arboleda de la Reina > FF.CC. Aranjuez | Arboleda de la Reina > FF.CC. Aranjuez | Arboleda de la Reina > FF.CC. Aranjuez | Arboleda de la Reina > FF.CC. Aranjuez |
| 06                                     | 07                                     | 08                                     | 09                                     | 10                                     | 11                                     | 12                                     | 13                                     | 14                                     | 15                                     | 16                                     | 17                                     | 18                                     | 19                                     | 20                                     | 21                                     | 22                                     | 23                                     | 00                                     | 04                                     | 05                                     | 06                                     | 07                                     | 08                                     | 09                                     | 10                                     | 11                                     | 12                                     | 13                                     | 14                                     | 15                                     | 16                                     | 17                                     | 18                                     | 19                                     | 20                                     | 21                                     | 22                                     | 23                                     | 00                                     |
| 15 45                                  | 15 45                                  | 15 45                                  | 15 45                                  | 15 45                                  | 15 45                                  | 15 45                                  | 15 45                                  | 15 45                                  | 15 45                                  | 15 45                                  | 15 45                                  | 15 45                                  | 15 45                                  | 15 45                                  | 15 45                                  | 15 45                                  | 15 50                                  | 15 45                                  |                                        | 45                                     | 15 45                                  | 15 45                                  | 15 45                                  | 15 45                                  | 15 45                                  | 15 45                                  | 15 45                                  | 15 45                                  | 15 45                                  | 15 45                                  | 15 45                                  | 15 45                                  | 15 45                                  | 15 45                                  | 15 45                                  | 15 45                                  | 15 45                                  | 15 45                                  | 20                                     |
| Sábados laborables                     |                                        |                                        |                                        |                                        |                                        |                                        |                                        |                                        |                                        |                                        |                                        |                                        |                                        |                                        |                                        |                                        |                                        |                                        |                                        |                                        |                                        |                                        |                                        |                                        |                                        |                                        |                                        |                                        |                                        |                                        |                                        |                                        |                                        |                                        |                                        |                                        |                                        |                                        |                                        |
| FF.CC. Aranjuez > Arboleda de la Reina | FF.CC. Aranjuez > Arboleda de la Reina | FF.CC. Aranjuez > Arboleda de la Reina | FF.CC. Aranjuez > Arboleda de la Reina | FF.CC. Aranjuez > Arboleda de la Reina | FF.CC. Aranjuez > Arboleda de la Reina | FF.CC. Aranjuez > Arboleda de la Reina | FF.CC. Aranjuez > Arboleda de la Reina | FF.CC. Aranjuez > Arboleda de la Reina | FF.CC. Aranjuez > Arboleda de la Reina | FF.CC. Aranjuez > Arboleda de la Reina | FF.CC. Aranjuez > Arboleda de la Reina | FF.CC. Aranjuez > Arboleda de la Reina | FF.CC. Aranjuez > Arboleda de la Reina | FF.CC. Aranjuez > Arboleda de la Reina | FF.CC. Aranjuez > Arboleda de la Reina | FF.CC. Aranjuez > Arboleda de la Reina | FF.CC. Aranjuez > Arboleda de la Reina | FF.CC. Aranjuez > Arboleda de la Reina | Arboleda de la Reina > FF.CC. Aranjuez | Arboleda de la Reina > FF.CC. Aranjuez | Arboleda de la Reina > FF.CC. Aranjuez | Arboleda de la Reina > FF.CC. Aranjuez | Arboleda de la Reina > FF.CC. Aranjuez | Arboleda de la Reina > FF.CC. Aranjuez | Arboleda de la Reina > FF.CC. Aranjuez | Arboleda de la Reina > FF.CC. Aranjuez | Arboleda de la Reina > FF.CC. Aranjuez | Arboleda de la Reina > FF.CC. Aranjuez | Arboleda de la Reina > FF.CC. Aranjuez | Arboleda de la Reina > FF.CC. Aranjuez | Arboleda de la Reina > FF.CC. Aranjuez | Arboleda de la Reina > FF.CC. Aranjuez | Arboleda de la Reina > FF.CC. Aranjuez | Arboleda de la Reina > FF.CC. Aranjuez | Arboleda de la Reina > FF.CC. Aranjuez | Arboleda de la Reina > FF.CC. Aranjuez | Arboleda de la Reina > FF.CC. Aranjuez | Arboleda de la Reina > FF.CC. Aranjuez | Arboleda de la Reina > FF.CC. Aranjuez |
| 06                                     | 07                                     | 08                                     | 09                                     | 10                                     | 11                                     | 12                                     | 13                                     | 14                                     | 15                                     | 16                                     | 17                                     | 18                                     | 19                                     | 20                                     | 21                                     | 22                                     | 23                                     | 00                                     | 04                                     | 05                                     | 06                                     | 07                                     | 08                                     | 09                                     | 10                                     | 11                                     | 12                                     | 13                                     | 14                                     | 15                                     | 16                                     | 17                                     | 18                                     | 19                                     | 20                                     | 21                                     | 22                                     | 23                                     | 00                                     |
| 45                                     | 15 45                                  | 15 45                                  | 15 45                                  | 15 45                                  | 15 45                                  | 15 45                                  | 15 45                                  | 15 45                                  | 45                                     | 45                                     | 45                                     | 45                                     | 45                                     | 45                                     | 45                                     | 45                                     | 45                                     | 40                                     |                                        |                                        | 15 45                                  | 15 45                                  | 15 45                                  | 15 45                                  | 15 45                                  | 15 45                                  | 15 45                                  | 15 45                                  | 15 45                                  | 15                                     | 15                                     | 15                                     | 15                                     | 15                                     | 15                                     | 15                                     | 15                                     | 15                                     | 15                                     |
| Domingos y festivos                    |                                        |                                        |                                        |                                        |                                        |                                        |                                        |                                        |                                        |                                        |                                        |                                        |                                        |                                        |                                        |                                        |                                        |                                        |                                        |                                        |                                        |                                        |                                        |                                        |                                        |                                        |                                        |                                        |                                        |                                        |                                        |                                        |                                        |                                        |                                        |                                        |                                        |                                        |                                        |
| FF.CC. Aranjuez > Arboleda de la Reina | FF.CC. Aranjuez > Arboleda de la Reina | FF.CC. Aranjuez > Arboleda de la Reina | FF.CC. Aranjuez > Arboleda de la Reina | FF.CC. Aranjuez > Arboleda de la Reina | FF.CC. Aranjuez > Arboleda de la Reina | FF.CC. Aranjuez > Arboleda de la Reina | FF.CC. Aranjuez > Arboleda de la Reina | FF.CC. Aranjuez > Arboleda de la Reina | FF.CC. Aranjuez > Arboleda de la Reina | FF.CC. Aranjuez > Arboleda de la Reina | FF.CC. Aranjuez > Arboleda de la Reina | FF.CC. Aranjuez > Arboleda de la Reina | FF.CC. Aranjuez > Arboleda de la Reina | FF.CC. Aranjuez > Arboleda de la Reina | FF.CC. Aranjuez > Arboleda de la Reina | FF.CC. Aranjuez > Arboleda de la Reina | FF.CC. Aranjuez > Arboleda de la Reina | FF.CC. Aranjuez > Arboleda de la Reina | Arboleda de la Reina > FF.CC. Aranjuez | Arboleda de la Reina > FF.CC. Aranjuez | Arboleda de la Reina > FF.CC. Aranjuez | Arboleda de la Reina > FF.CC. Aranjuez | Arboleda de la Reina > FF.CC. Aranjuez | Arboleda de la Reina > FF.CC. Aranjuez | Arboleda de la Reina > FF.CC. Aranjuez | Arboleda de la Reina > FF.CC. Aranjuez | Arboleda de la Reina > FF.CC. Aranjuez | Arboleda de la Reina > FF.CC. Aranjuez | Arboleda de la Reina > FF.CC. Aranjuez | Arboleda de la Reina > FF.CC. Aranjuez | Arboleda de la Reina > FF.CC. Aranjuez | Arboleda de la Reina > FF.CC. Aranjuez | Arboleda de la Reina > FF.CC. Aranjuez | Arboleda de la Reina > FF.CC. Aranjuez | Arboleda de la Reina > FF.CC. Aranjuez | Arboleda de la Reina > FF.CC. Aranjuez | Arboleda de la Reina > FF.CC. Aranjuez | Arboleda de la Reina > FF.CC. Aranjuez | Arboleda de la Reina > FF.CC. Aranjuez |
| 06                                     | 07                                     | 08                                     | 09                                     | 10                                     | 11                                     | 12                                     | 13                                     | 14                                     | 15                                     | 16                                     | 17                                     | 18                                     | 19                                     | 20                                     | 21                                     | 22                                     | 23                                     | 00                                     | 04                                     | 05                                     | 06                                     | 07                                     | 08                                     | 09                                     | 10                                     | 11                                     | 12                                     | 13                                     | 14                                     | 15                                     | 16                                     | 17                                     | 18                                     | 19                                     | 20                                     | 21                                     | 22                                     | 23                                     | 00                                     |
| 45                                     | 45                                     | 45                                     | 45                                     | 45                                     | 45                                     | 45                                     | 45                                     | 45                                     | 45                                     | 45                                     | 45                                     | 45                                     | 45                                     | 45                                     | 45                                     | 45                                     | 45                                     | 40                                     |                                        |                                        | 15                                     | 15                                     | 15                                     | 15                                     | 15                                     | 15                                     | 15                                     | 15                                     | 15                                     | 15                                     | 15                                     | 15                                     | 15                                     | 15                                     | 15                                     | 15                                     | 15                                     | 15                                     | 15                                     |

## Recorrido y paradas

### Sentido Arboleda de la Reina
| Código | Zona | Localidad | Denominación de parada                     | Líneas de la parada | Cercanías |
| ------ | ---- | --------- | ------------------------------------------ | ------------------- | --------- |
| 09568  |      | Aranjuez  | Estación - Est. Aranjuez                   | 1 2 3 4 5           | Aranjuez  |
| 21328  |      | Aranjuez  | Valeras - San Antonio                      | 1                   |           |
| 09572  |      | Aranjuez  | Abastos - Florida                          | 1 2 3 4             |           |
| 09576  |      | Aranjuez  | Abastos - Ayuntamiento                     | 1 2 4               |           |
| 09640  |      | Aranjuez  | Abastos - Concha                           | 1 2 5               |           |
| 09584  |      | Aranjuez  | Foso - Gobernador                          | 1 2                 |           |
| 09585  |      | Aranjuez  | Foso - Infantas                            | 1 2                 |           |
| 09590  |      | Aranjuez  | Moreras - La Barraca de Federico G.ª Lorca | 430 1               |           |
| 09592  |      | Aranjuez  | Moreras - Ancha                            | 430 1               |           |
| 09593  |      | Aranjuez  | Moreras - Primero de Mayo                  | 430 1               |           |
| 17126  |      | Aranjuez  | Primero de Mayo - Polideportivo            | 1 2                 |           |
| 09577  |      | Aranjuez  | Gta. Nuevo Aranjuez - Cuarteles            | 1 2 4               |           |
| 09597  |      | Aranjuez  | Moreras - Colegio                          | 430 1               |           |
| 16102  |      | Aranjuez  | Moreras - Augusto Moreno                   | 1                   |           |
| 20631  |      | Aranjuez  | Caramillar - Noria                         | 1                   |           |
| 20632  |      | Aranjuez  | Estudios Cinematográficos - Mediodía       | 1                   |           |

### Sentido Estación de Aranjuez
| Código | Zona | Localidad | Denominación de parada                     | Líneas de la parada | Cercanías |
| ------ | ---- | --------- | ------------------------------------------ | ------------------- | --------- |
| 20632  |      | Aranjuez  | Estudios Cinematográficos - Mediodía       | 1                   |           |
| 20633  |      | Aranjuez  | Cecilio Lázaro - Víctimas del Terrorismo   | 1                   |           |
| 16768  |      | Aranjuez  | Moreras - Julio Valdeón                    | 423 1               |           |
| 20630  |      | Aranjuez  | Álvarez de Quindos - Cándido López y Malta | 1                   |           |
| 20627  |      | Aranjuez  | Álvarez de Quindos - Cuarteles             | 1                   |           |
| 16763  |      | Aranjuez  | Gta. Nuevo Aranjuez - Primero de Mayo      | 1 2                 |           |
| 09602  |      | Aranjuez  | Primero de Mayo - Polideportivo            | 1 2 4               |           |
| 09594  |      | Aranjuez  | Moreras - Primero de Mayo                  | 430 1 4             |           |
| 09591  |      | Aranjuez  | Moreras - Ancha                            | 423 430 1 4         |           |
| 09588  |      | Aranjuez  | Príncipe - Iglesia                         | 430 1 4             |           |
| 19407  |      | Aranjuez  | Infantas - Cap. Angosto Gómez Castrillón   | 1 4                 |           |
| 09583  |      | Aranjuez  | Rey - Auditorio                            | 1                   |           |
| 16754  |      | Aranjuez  | Gobernador - Almíbar                       | 1 2 4               |           |
| 09571  |      | Aranjuez  | Gobernador - Mercado de Abastos            | 1 2 4               |           |
| 09573  |      | Aranjuez  | Gobernador - Valeras                       | 1 2 3 4             |           |
| 21327  |      | Aranjuez  | Valeras - San Antonio                      | 1                   |           |
| 09568  |      | Aranjuez  | Estación - Est. Aranjuez                   | 1 2 3 4 5           | Aranjuez  |